# Schlacht von Gallipoli
Marineoperationen – Arıburnu – Kap Helles – Krithia I – Krithia II – Krithia III – Zığındere – Sarı Baır – Kirte Bağları – Kanlısırt – Anafartalar – Anafarta – Kılıçbayır – Chunuk Bair – Scimitar Hill – Höhe 60
Die Schlacht von Gallipoli wurde während des Ersten Weltkriegs vor und auf der türkischen Halbinsel Gallipoli (türkisch: Gelibolu Yarımadası) auf der europäischen Seite der Dardanellen (türkisch: Çanakkale Boğazı), aber auch auf der asiatischen Seite der Meerenge, zwischen der Ägäis und dem Marmarameer ausgetragen. Die Entente-Mächte wollten später in einer gemeinsamen Operation die Halbinsel besetzen und sie als Ausgangsbasis für die Eroberung der osmanischen Hauptstadt Konstantinopel nutzen, scheiterten jedoch an den Verteidigern. Die Schlacht forderte auf beiden Seiten insgesamt 100.000 Tote und 250.000 Verwundete, was fast der Hälfte der zum Einsatz gekommenen Soldaten entsprach. In der Türkei nennt man die Operation nach der an der Meerenge gelegenen Stadt Çanakkale Çanakkale Savaşı („Krieg von Çanakkale“). Im englischen Sprachraum ist sie als Dardanelles Campaign oder Gallipoli Campaign („Dardanellenfeldzug“ bzw. „Gallipolifeldzug“) bekannt. Die Franzosen sprechen von der Bataille des Dardanelles. Der 25. April als Jahrestag der Landung auf Gallipoli wird noch heute in Australien, Neuseeland und Tonga als nationaler Gedenktag (ANZAC Day) begangen.
Die über 100.000 Gefallenen liegen auf mehreren Soldatenfriedhöfen.

## Vorgeschichte
Bereits im 19. Jahrhundert wurde das geschwächte Osmanische Reich, aus dem später die Türkei hervorgehen sollte, als „Der kranke Mann am Bosporus“ von vielen Medien der damaligen Zeit persifliert. Im Frühjahr 1915 war die militärische und politische Lage in vielerlei Hinsicht heikel für die jungtürkische Regierung. Die osmanischen Feldzüge in den von Russland beherrschten Kaukasus und in den Nordiran waren gescheitert, und dadurch war die lange Front im Osten an mehreren Stellen eingebrochen. In der osmanischen Provinz Van erhoben sich aufständische armenische Bürgermilizen gegen die Übergriffe des Militärgouverneurs der Provinz. Im Februar 1915 begann die Entwaffnung der armenischen Soldaten der osmanischen Armeen. Ein Teil dieser Soldaten wurde anschließend ermordet und die übrigen wurden in Arbeitsbataillonen zusammengefasst. Wenig später folgte die Hinrichtung der Angehörigen mehrerer dieser Bataillone. Anders als oft dargestellt, waren die Jungtürken im Frühjahr 1915 keineswegs in Passivität verfallen, sondern wollten die aus ihrer Sicht günstige Stunde nutzen. Nachdem das Osmanische Reich in den Balkankriegen 1912/13 fast alle Gebiete auf dem Balkan verloren hatte, strebte es dort im Ersten Weltkrieg große Gebietsgewinne an.
Der vernachlässigte und desorganisierte Zustand der osmanischen Armee und Marine nach den Balkankriegen hatte 1913 die Berufung einer deutschen Militärmission mit weitreichenden Befugnissen unter Liman von Sanders zur Folge, welche aber eine erhöhte Wachsamkeit und Bereitschaft zum Eingreifen der Triple Entente bewirkte. Das Osmanische Reich wahrte bis in den Hochsommer 1914 noch seine Neutralität, geriet aber immer enger in Bindung zu den Mittelmächten. Zu Kriegsbeginn hatte Großbritannien am 1. August 1914 zwei vom Osmanischen Reich in England in Auftrag gegebene und bereits bezahlte osmanische Schlachtschiffe – die Reshadije und die bereits vor Indienststellung aus Sicht der Royal Navy technisch veraltete Sultan Osman I. – beschlagnahmt.
Die durch Marineminister Winston Churchill angeordnete Beschlagnahmung löste allgemeine Entrüstung im Osmanischen Reich aus, auch weil die Schiffe teilweise mit öffentlichen Spenden bezahlt worden waren.
Am 2. August hatten Großwesir Said Halim und Kriegsminister Enver einen Geheimvertrag mit dem Deutschen Reich abgeschlossen, am 10. August waren der deutsche Schlachtkreuzer Goeben und der Kleine Kreuzer des deutschen Mittelmeergeschwaders Breslau unter Konteradmiral Wilhelm Souchon nach scharfer Verfolgungsjagd durch die britische Royal Navy in den Dardanellen eingetroffen. Am 12. August wurden sie nominell Sultan Mehmed V. übergeben und in Yavuz Sultan Selim und Midilli umbenannt; drei Tage später beendete die osmanische Regierung die britische Marinemission unter Admiral Arthur Limpus und wies am 15. September alle britischen Offiziere aus. Mit deutscher Hilfe sollten nun die Dardanellen befestigt und der Bosporus durch die Yavuz Sultan Selim gegen Russland gesichert werden. Am 27. September 1914 wurden die Meerengen für die internationale Schifffahrt gesperrt. Offiziell begründet wurde die Sperrung einer der wichtigsten Schifffahrtsstraßen der Welt durch einen Zwischenfall, bei dem ein türkisches Torpedoboot durch britische Kriegsschiffe daran gehindert wurde, in die Ägäis einzufahren.
Da die kaiserlich-deutsche Marine die Ostsee blockierte, waren damit die Seeverbindungen Russlands zu den westlichen Alliierten weitgehend unterbrochen. Die Meerengen Bosporus und Dardanellen – der einzige Weg zum Schwarzen Meer – wurden nun wirksam vom Osmanischen Reich kontrolliert, so dass Waffenlieferungen der Westalliierten an Russland auf diesem Seeweg nicht mehr durchführbar waren.
Am 29. Oktober 1914 griff die unter osmanischer Flagge fahrende Flotte unter Admiral Souchon im Schwarzen Meer russische Hafenstädte an. Fast zeitgleich beschoss die Royal Navy aus dem Hafen von Izmir auslaufende osmanische Handelsschiffe. Daraufhin erklärte am 12. November 1914 die osmanische Regierung der Triple Entente den Krieg.

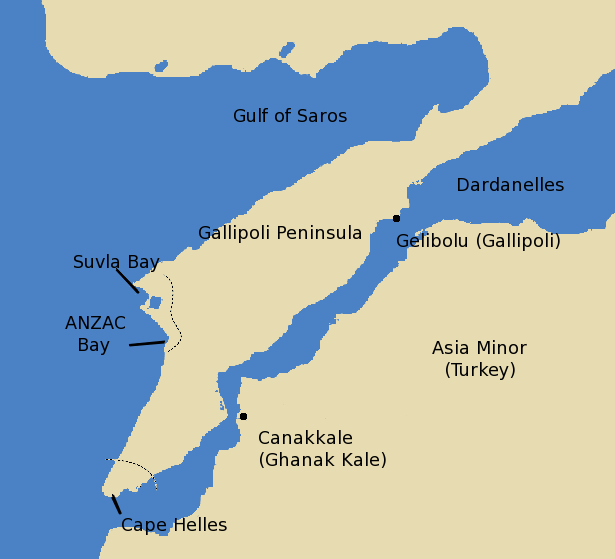
Karte der Dardanellen

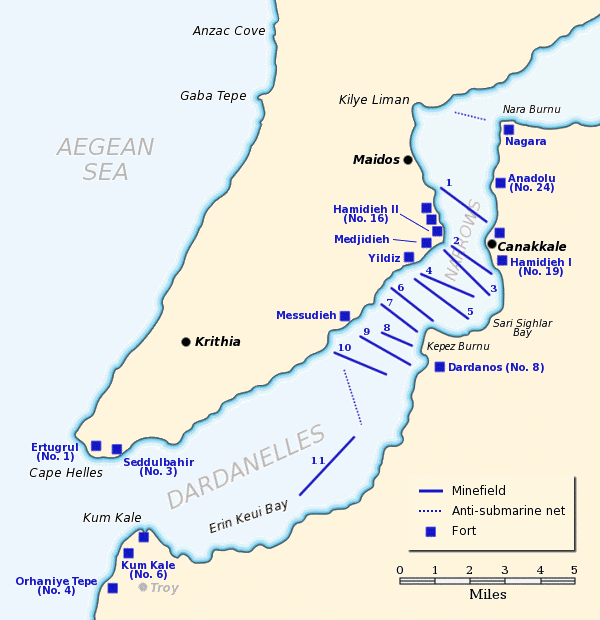
Osmanische Forts und Minenfelder an den Dardanellen, Februar–März 1915

Gegen Ende des Jahres 1914 war die Westfront im Stellungskrieg erstarrt. Die Kontrahenten überlegten deshalb, anderswo die Entscheidung zu suchen. Die Triple Entente hoffte, dass ein direkter Angriff auf das Osmanische Reich die Griechen und Bulgaren zu einem Kriegseintritt auf Seiten der Alliierten bewegen könnte. Einige Zeitgenossen glaubten sogar, das Osmanische Reich würde im Falle eines Sieges als Verbündeter der Mittelmächte aus dem Krieg ausscheiden.
Im April 1854 waren schon einmal französische und britische Truppen im Rahmen des Krimkrieges bei Gallipoli gelandet. Damals geschah dies unter umgekehrten Vorzeichen, um einen möglichen russischen Vorstoß nach Konstantinopel zu verhindern, und mit ausdrücklicher Zustimmung des Osmanischen Reichs, mit dem zuvor am 12. März 1854 ein Kriegshilfevertrag geschlossen worden war. Wenig später erfolgte die gemeinsame Kriegserklärung an Russland. Beide Länder entsandten ihre Mittelmeerflotten im Juni 1853 in die Einfahrt zu den Dardanellen und später ins Schwarze Meer.
Ein im November 1914 von einem französischen Minister vorgeschlagener Angriff fand noch keine hinreichende Unterstützung. Wenig später legte der Erste Lord der Admiralität, Winston Churchill, seine Pläne für einen Seeangriff auf die Dardanellen vor. Am 16. Februar 1915 beschloss die britische Regierung erstmals, ein großes Landungsunternehmen durchzuführen. Kriegsminister Lord Kitchener ernannte General Sir Ian Hamilton zum Oberbefehlshaber der Mediterranean Expeditionary Force, die dieses ausführen sollte.
Nach Kriegseintritt wurden die osmanischen Verteidigungsanlagen der Meeresenge erheblich verstärkt. Die Anzahl der Unterwasserminen wurde mehr als verdoppelt, zusätzliche Kanonen und Batterien wurden aufgestellt und stärkere Befestigungen errichtet. Churchill konnte die Alliierten nach wochenlangen Unterredungen zu einem Großangriff auf die Dardanellen bewegen und gilt dadurch allgemein als Hauptverantwortlicher für die Operation. Für den groß angelegten Frontalangriff gegen die befestigten osmanischen Stellungen auf der Gallipoli-Halbinsel war das Zusammenziehen zahlreicher Kriegsschiffe notwendig. Churchill glaubte fälschlich, die Geschütze der britischen Schlachtschiffe überträfen die feindlichen Geschütze an Reichweite und könnten deshalb ungefährdet die Forts und Festungen zerstören. Er war aber so überzeugt von einem reinen Marineangriff, dass er diesen noch Ende Februar (als er erkannte, dass zusätzlich Landstreitkräfte für die Eroberung der Halbinsel dringend nötig waren) weiterführen wollte.

## Seeangriffe

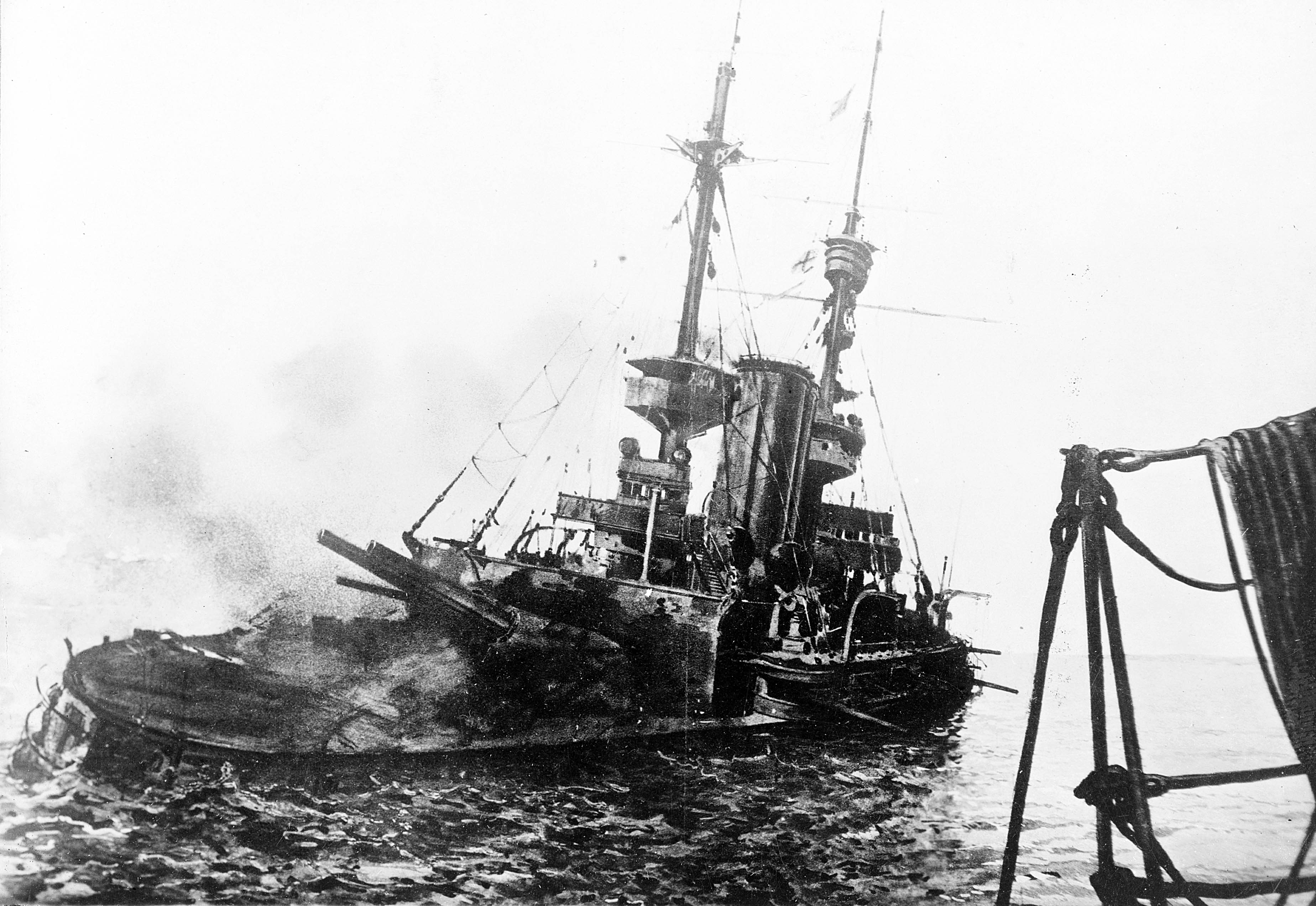
Die Irresistible sinkt

Im November 1914 wurde der Admiral des östlichen britischen Mittelmeergeschwaders Sackville Carden von der Britischen Admiralität aufgefordert, eine Strategie zur Öffnung der Dardanellen für den Januar des nachfolgenden Jahres zu entwickeln. Cardens Plan forderte eine systematische Zerstörung der Osmanischen Befestigungen entlang der Dardanellen in Kombination mit Minenräumaktionen. Dafür hielt er 15 Großkampfschiffe für erforderlich und unterließ ansonsten jegliche Einschränkung. Liman von Sanders urteilte: „Ein durchschlagender Erfolg konnte daher vom Feinde nur erzielt werden, wenn eine große Truppenlandung an den Dardanellen zeitlich mit dem Durchbruch der Flotte zusammenfiel oder diesem vorausging. Eine dem Durchbruch erst folgende Truppenlandung hätte auf die artilleristische Unterstützung der bereits durchgebrochenen Flotte, der andere Aufgaben entgegentraten, verzichten müssen.“
Am 19. Februar 1915 griff schließlich ein Verband britischer und französischer Schiffe einige osmanische Artilleriestellungen entlang der Küste der Dardanellen an. An dieser ersten Attacke war auch das britische Schlachtschiff Queen Elizabeth beteiligt. Es wurden Versuche unternommen, die türkischen Minensperren in der Meerenge zu räumen, um direkt nach Konstantinopel durchbrechen zu können. Ziel der Alliierten war es dabei, das Osmanische Reich durch Bedrohung seiner Hauptstadt aus dem Krieg zu drängen und die von der Strecke her günstige Nachschubroute nach Russland über das Schwarze Meer nutzbar zu machen.
Der alliierte Vorstoß hatte unter anderem zur Folge, dass Bulgarien alle Verhandlungen mit Deutschland zunächst unterbrach. Das Königreich Griechenland bot seine Unterstützung an. Italien legte Anfang März 1915 in London Forderungen für einen Kriegseintritt auf Seiten der Triple Entente vor; am 26. April 1915 wurde der Vertrag unterzeichnet.
Scheitern der Seeangriffe
Ein weiterer Vorstoß erfolgte am 18. März. Eine Flotte, die aus dem britischen Schlachtschiff Queen Elizabeth, einem Schlachtkreuzer sowie zwölf britischen und vier französischen Linienschiffen bestand, zerstörte mehrere osmanische Artilleriegeschütze. Die Schiffe der Alliierten erlitten während des Gefechtes teils schwere Artillerietreffer. Als die Schiffe sich der Engstelle der Dardanellen näherten, übernahmen die französischen Schiffe die Führung, um die sichernden Forts auszuschalten. Vor allem das Flaggschiff Suffren wurde dabei in den ersten 15 Minuten 14-mal getroffen und geriet in Brand; ein Magazin der Mittelartillerie musste geflutet werden, um eine Explosion zu verhindern. Ein Treffer im Bug verursachte einen weiteren Wassereinbruch im Schiff. Die französischen Schiffe mussten sich daraufhin zurückziehen. Bei einem Wendemanöver auf ihrem Rückzug fuhren die Schiffe in ein Minenfeld, das von dem osmanischen Minenleger Nusret (gebaut in der Germaniawerft, 1911) in der Bucht von Erenköy ausgelegt worden war. Auf eine der Minen war etwa zwei Stunden zuvor schon die französische Bouvet gelaufen, ohne dass dies als Minentreffer erkannt worden war, als das Schiff innerhalb von nur zwei Minuten sank. Allein beim Untergang der Bouvet starben 648 Mann, darunter der Kommandant Rageot de la Touche. Die bereits angeschlagene Suffren konnte nur wenige Besatzungsmitglieder retten. Die osmanische Seite hatte mit den Wendemanövern an dieser Stelle gerechnet, da dies eine ihr bereits bekannte Vorgehensweise war. Die Irresistible, die Ocean sowie die französische Bouvet sanken; der Schlachtkreuzer Inflexible und die französischen Linienschiffe Suffren und Gaulois wurden stark beschädigt. Das Hauptproblem wurden die schwimmenden Minenfelder, nicht die Festungen selbst; deren Kanonenfeuer behinderte allerdings effektiv die Minen-Entschärfung.
Folgen
Dieses Desaster veranlasste den britischen Kriegsrat zur Einstellung der reinen Seeangriffe. Churchill, der sich für die Operation starkgemacht hatte, musste am 18. Mai 1915 zurücktreten. Nach den schweren Niederlagen im Kaukasus, in Nordpersien und am Suezkanal war die erfolgreiche Abwehr des Flottenangriffs der Entente am 18. März der erste Sieg des Osmanischen Heeres im Ersten Weltkrieg. Nach Ende der Seeangriffe wurden die osmanischen Truppen um einige Elite-Divisionen aufgestockt und unter die Leitung von Vehib Pascha und des deutschen Generals Otto Liman von Sanders gestellt.

## Invasion

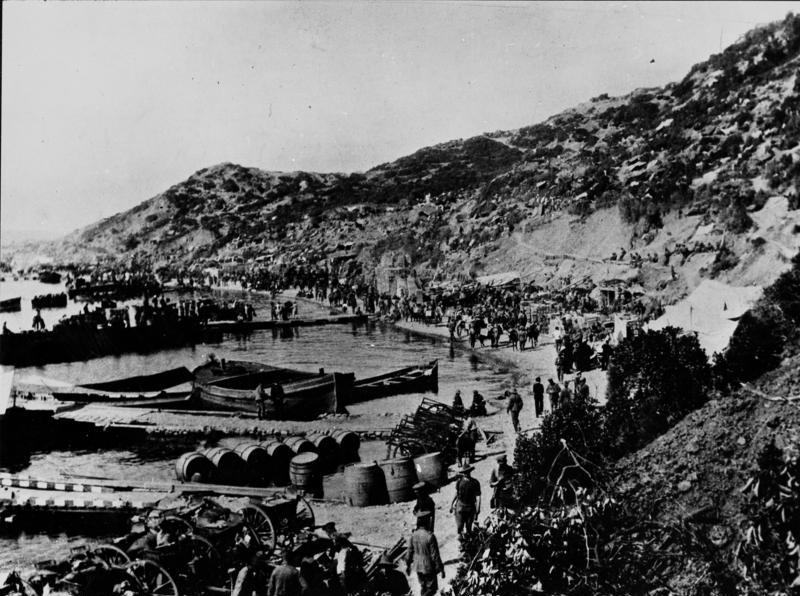
Alliierte Truppen gehen an Land

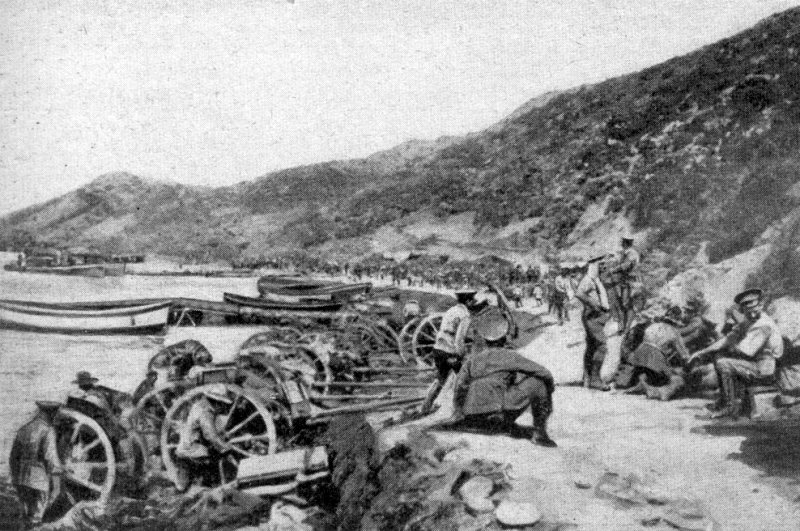
Verwundete ANZAC-Soldaten werden versorgt

Nach dem Misserfolg der Seeangriffe waren die Alliierten der Ansicht, dass nur noch Landstreitkräfte die osmanischen Artilleriestellungen ausschalten konnten. Allerdings war ein großer Überraschungseffekt des Angriffs nun unmöglich geworden. Zuvor wurde auf britischer Seite eine Truppenanlandung bei Alexandretta erwogen, um die südlichen Gebiete des Osmanischen Reichs von den anatolischen Kernländern abzutrennen.
Die alliierten Truppen besetzten unter Missachtung der griechischen Neutralität unter anderem die Insel Limnos, um sie als Ausgangspunkt für die Angriffe zu nutzen. Gedeckt von 11 Kriegsschiffen setzten 200 Handelsschiffe Truppen verschiedener Nationen ab.
Vorbereitungen
Bereits zu Beginn des Jahres 1915 wurden australische und neuseeländische Freiwilligenverbände nach Ägypten verschifft. Aufgrund von Churchills Behauptung, die Halbinsel werde nach erfolgreicher Zerstörung der Festungen von türkischen Garnisonen evakuiert, wurde nicht, wie im Kriegskabinett zuvor besprochen, eine gut trainierte britische Division, sondern die in Ägypten stationierten, unerfahrenen und ganz anders ausgebildeten australischen und neuseeländischen Truppen nach Gallipoli geschickt. Diese mussten dann kurzfristig, nach den gescheiterten Seeangriffen, durch kanadische, britische und französische Truppen umfangreich aufgestockt werden. Die australischen und neuseeländischen Infanterieeinheiten formierte man zum 30.000 Mann starken Australian and New Zealand Army Corps (ANZAC) unter dem Kommando von General William Birdwood. Dieses bestand aus der New Zealand and Australian Division unter Major General Alexander Godley sowie der 1. australischen Division unter Major General W. T. Bridges. Außerdem standen General Hamilton, dem Befehlshaber der Mediterranean Expeditionary Force, noch die 17.000 Mann starke 29. britische Division, die Royal Naval Division und das französische Corps expéditionnaire d’Orient unter Gouraud zur Verfügung. Das „Jüdische Maultier-Bataillon“ (Jewish Mule Corps) unter Vladimir Jabotinsky sollte Transportdienste in dem gebirgigen Gelände leisten. Jabotinsky wollte damit die Grundlage für eine „Jewish Legion“ zur Eroberung von Palästina legen.
Türkische Gegenreaktionen
Die Vorbereitungen der Entente waren den Türken nicht entgangen; es war bekannt, dass sich auf Limnos feindliche Truppenverbände versammelten. Nur vier Abschnitte der Dardanellen waren für alliierte Landungen als wahrscheinlich angesehen: Kap Helles, Gaba Tepe, Bulair (türkisch Bolayır) oder die östliche Küste am asiatischen Festland.
Bildung der 5. osmanische Armee
Am 24. März bildeten die Türken die 5. osmanische Armee unter Liman von Sanders mit etwa 84.000 Mann, sie hatte beide Küstenabschnitte der Dardanellen zu verteidigen und war zunächst in zwei Korps mit sechs Divisionen und einer Kavalleriebrigade gegliedert. Das Generalkommando des III. Corps unter General Esat Pascha lag auf der Halbinsel Gallipoli, jenes des XV. Corps unter Vehib Pascha auf der asiatischen Seite.
Dem III. Corps waren die 9. Division (Infanterie-Regimenter Nr. 25, 26 und 27), die 19. Division (Infanterie-Regimenter Nr. 57, 72 und 77) und die 7. Division (Infanterie-Regimenter Nr. 19, 20 und 21) zugeteilt. Die 9. Division unter Oberst Halil Samy Bey sicherte die Küste von Kap Helles bis Bulair, wo nördlich die 7. Division unter Remsi Bey anschloss, während die 19. Division unter Oberstleutnant Mustafa Kemal Bey bei Maidos als Korpsreserve diente. Die 5. Division war als zusätzliche Reserve auf dem europäischen Festland nördlich von Bulair konzentriert. Das Hauptquartier lag in der Hafenstadt Gelibolu.
Auf der asiatischen Seite sicherte das osmanische XV. Corps mit der 3. (Oberstleutnant Nicolai) und der 11. Division (Oberst Weber). Das Hauptquartier befand sich in Çanakkale.
Das Armeekorps bestand aus der 3. und der 11. Division. Zu diesen Einheiten gehörten unter anderem Oberst Weber; Major Etienne Perrinet von Thauvenay und Oberstleutnant Nicolai (3. Division), Oberstleutnant v. Sodenstern (5. Division), das Schwere Artillerie Regiment Nr. 8 (Oberstleutnant Wehrle; später als Artillerieoffizier bei der 5. Armee auf Gallipoli)
Von 71 Mitgliedern der deutschen Militärmission gehörten Ende Juli 1915 22 der 5. Armee an. 3 Divisionen standen zeitweise unter deutschem Befehl (Oberst Trommer /Oberstleutnant Heuck, Oberstleutnant Nicolai und Oberstleutnant Hans Kannengießer) Südgruppe: Artillerie (Major Binhold) und Pioniere (Hauptmann Effnert) Generalstabsgeschäfte asiatisches Ufer (Hauptmann Eggert) Im Laufe des Sommers 1915 kamen noch 15 weitere Offiziere aus Deutschland zur 5. Armee. Sie kämpften überwiegend in Artillerieeinheiten bei der Südgruppe.

### Beginn der Invasion
Die Invasion begann am 25. April 1915. Nach schwerem Bombardement durch alliierte Schiffsartillerie setzte man die 29. Division bei Helles an der Spitze der Halbinsel ab. Das ANZAC landete zur selben Zeit im Norden von Arıburnu, von wo aus es die osmanischen Verstärkungstruppen aus Kilitbahir stören sollte. Die Franzosen mit dem Corps Expéditionnaire Français aux Dardanelles unternahmen mit 16.000 Soldaten eine Scheinlandung in Kumkale, um die Verteidiger abzulenken.

### ANZAC

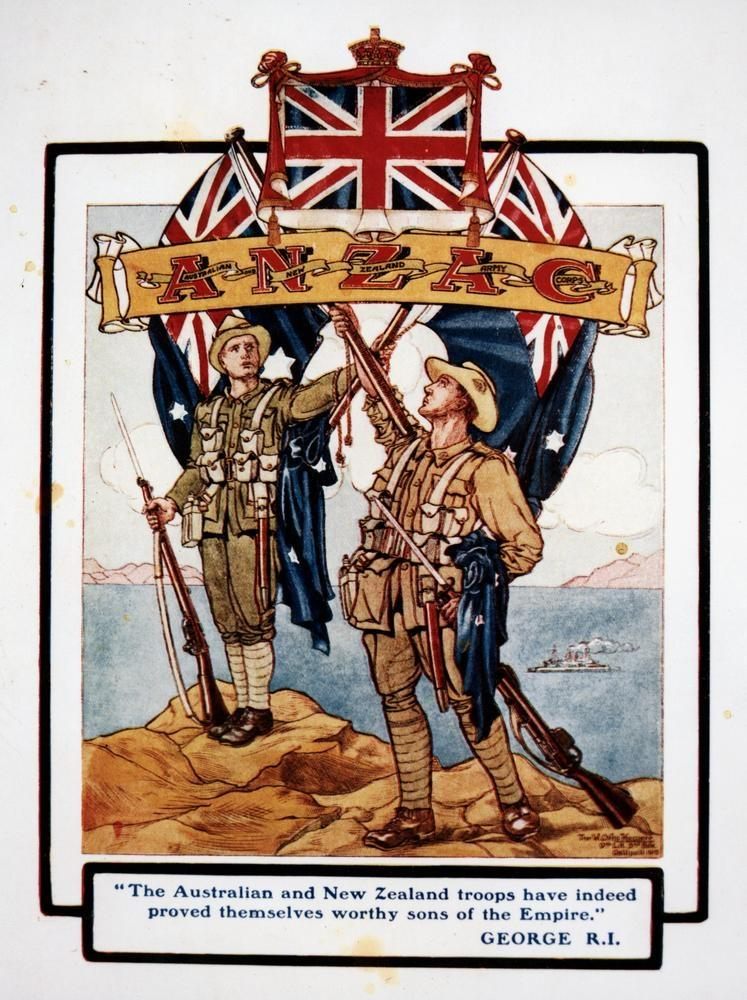
Verherrlichendes Plakat: „Die australischen und neuseeländischen Truppen haben sich wahrhaftig als würdige Söhne des Empires bewährt.“ Georg V.

Die 3. Brigade der 1. australischen Division begann vor Morgengrauen, um 4.30 Uhr, an Land zu gehen. Die beabsichtigte Landezone lag etwas nördlich von Gaba Tepe und wurde als Z-Strand bezeichnet. Die Landung missglückte jedoch, und die Soldaten wurden bei Arıburnu an Land gesetzt.
Der Strand der Landezone war schmal und wurde von hochansteigenden zerklüfteten Felsen gesäumt, was eine schnelle Vorwärtsbewegung der australischen Einheiten erschwerte. Mustafa Kemal, der Kommandant der 19. osmanischen Division, erkannte die Situation und setzte sofort seine Verstärkungstruppen in Bewegung.
Kurz danach kämpfte man um den Hügel Baby 700, der abwechselnd von osmanischen und dann wieder von australischen Truppen eingenommen wurde. Schließlich konnte die osmanische Armee den Hügel endgültig besetzen, da sie den Vorteil hatte, aus einer höheren Kampfposition anzugreifen. Nachdem der Vorstoß des ANZAC gebremst war, führte die osmanische Armee, obwohl in der Minderzahl, einen Gegenschlag mit dem Ziel, die Alliierten auf die Strände zurückzuwerfen. Dieser Gegenangriff misslang jedoch. Beide Parteien verschanzten sich, so dass in einem Grabenkrieg bis Ende August eine blutige Pattsituation bestand.
Drei australische und eine neuseeländische Kavalleriebrigade wurden während der Schlacht als Infanterieeinheiten eingesetzt und waren grundsätzlich gar nicht dafür ausgebildet. Noch heute wird in Neuseeland und Australien der Toten gedacht. Der ANZAC Day wird jeweils am 25. April begangen und ist in Australien, Neuseeland und auf Tonga ein Gedenktag.

### Eles Burnu

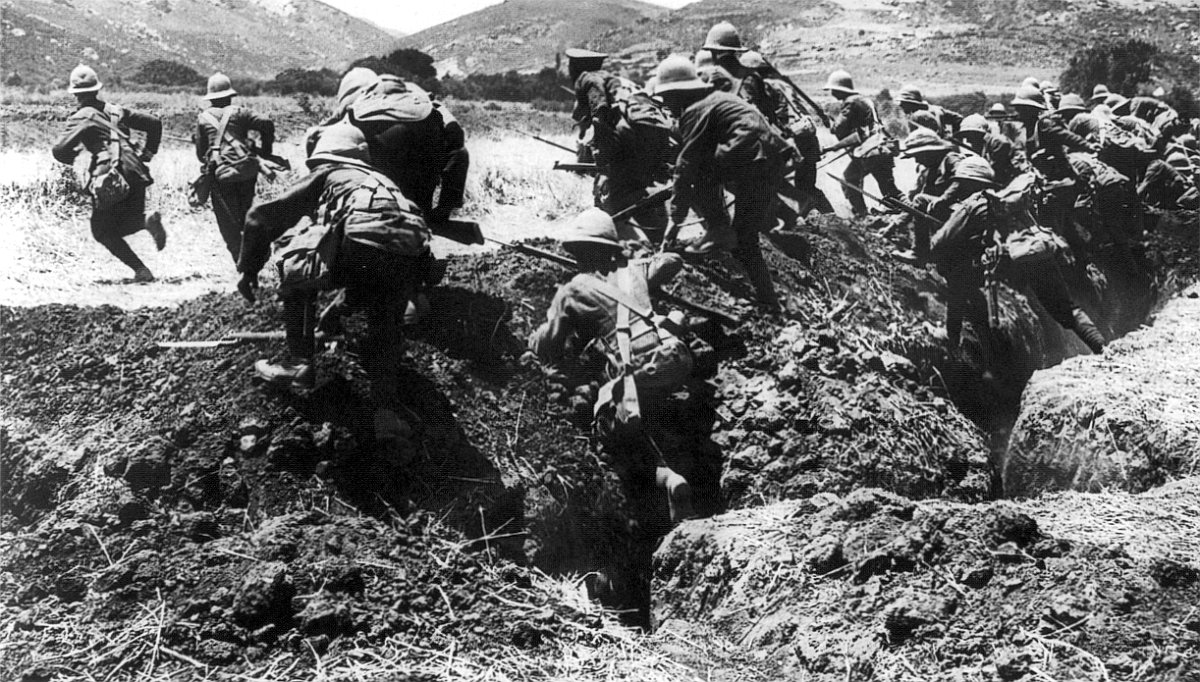
Die Royal Naval Division verlässt die Gräben zu einem Bajonettangriff

Die 29. britische Division unter der Leitung von Major General Aylmer Hunter-Weston führte die Landung am Eles Burnu durch. Der Landabschnitt war von Ost nach West in die fünf Strandabschnitte S, V, W, X und Y eingeteilt.
An der äußersten Spitze der Dardanellen, wo die Abschnitte S, X und Y lagen, gab es nur geringen Widerstand. Der Kommandant der Landungswelle am Y-Strand (Sighin-Dere-Mündung) konnte an diesem Tag in die Nähe des verlassenen Dorfs Krithia vorstoßen. Als wenig später osmanische Verstärkung nahte, wurde der Strand aufgegeben.
Die Hauptlandungen wurden am V-Strand bei der alten Festung Sedd-ül-Bahr und am W-Strand durchgeführt.

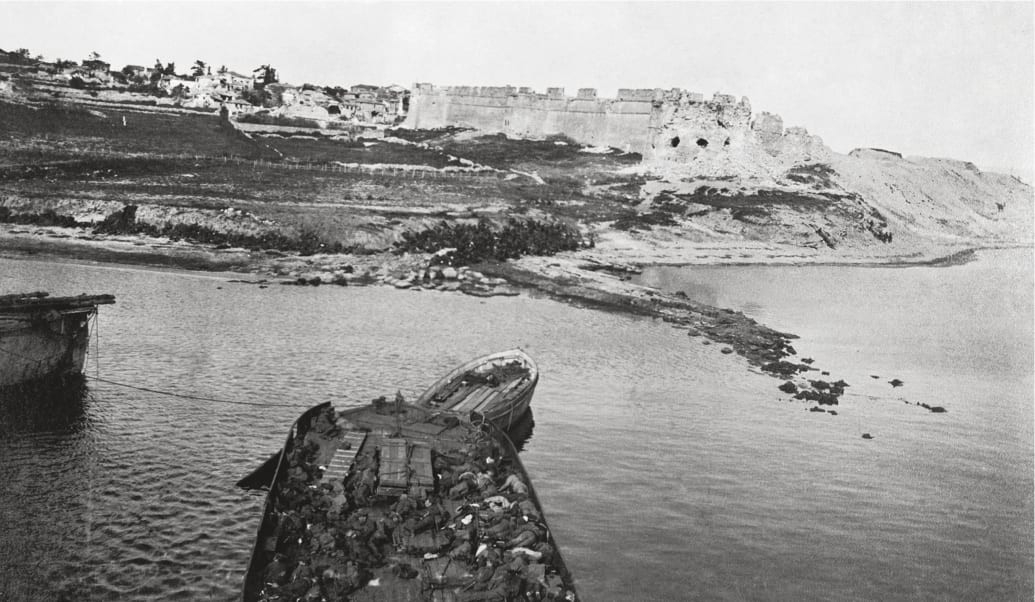
Sedd-el-Bahr

Am V-Strand setzte das umgebaute Kohlenschiff River Clyde das Hampshire-Regiment und die Royal Munster Fusiliers unterhalb der Festung ab. Die Soldaten konnten über Rampen direkt auf den Strand abgesetzt werden. Diese Soldaten, die nacheinander ohne Deckung aus der River Clyde strömten, waren dem osmanischen Maschinengewehrfeuer aus der Sedd-ül-Bahr-Festung schutzlos ausgesetzt. Die Lancashire Fusiliers brachte man in offenen Booten an den W-Strand, der mit Stacheldraht gesichert war. An beiden Stränden war der Widerstand der osmanischen Verteidiger heftig, so dass die Briten schwerste Verluste erlitten.
Die osmanischen Truppen waren, wie bei der Landung des ANZAC, deutlich in der Minderzahl. Dennoch konnten sie nicht von den Briten überrannt werden und hielten ihre Stellungen. Lediglich am W-Strand überwältigten die Lancashire Fusiliers die osmanischen Verteidiger unter schweren Verlusten. 600 von insgesamt 1000 britischen Soldaten fielen. Die Bataillone am V-Strand erlitten Verluste von bis zu 70 %.

## Die ersten Schlachten

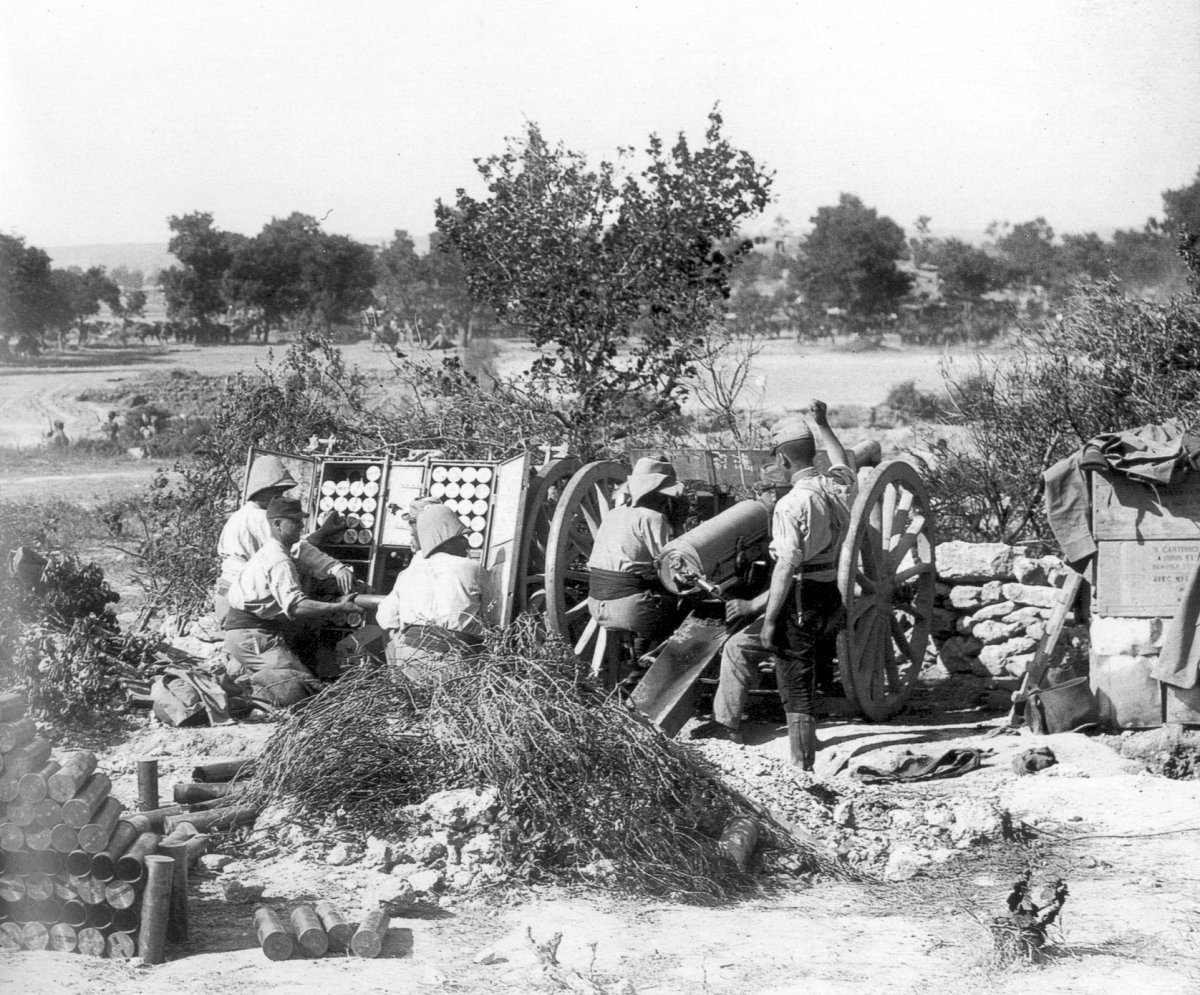
Ein französisches 75-mm-Geschütz während der 3. Schlacht um Krithia

Am 27. April 1915 unternahm Mustafa Kemal einen Versuch, die ANZAC-Truppen zurückzuschlagen. Der Angriff scheiterte aber unter hohen Verlusten auf Seiten der osmanischen Truppe nach Eingreifen der alliierten Schiffsartillerie.
Am Tag darauf versuchten die Briten, nun von den Franzosen unterstützt, das von der osmanischen Armee gehaltene Krithia zu erobern. Die Angriffsplanung war jedoch desorganisiert, und die Kommunikation zwischen den Truppenverbänden funktionierte nicht. Die Soldaten der 29. Division waren zudem noch von dem Kampf um die Festung Sedd-ül-Bahr erschöpft. Die Eroberung des Dorfes gelang daher nicht. Die alliierten Gräben lagen nach dem Angriff auf halbem Weg zwischen Krithia und der südlichen Landspitze der Insel. Die Kämpfe am Kap Helles gingen sofort in den Stellungskrieg über. In den Nächten vom 1. und 3. Mai schlugen die Alliierten alle osmanischen Gegenangriffe zurück, obwohl diese sogar einmal die französischen Linien hatten durchbrechen können.
Am 2. Mai griff das ANZAC an, um die Höhe Baby 700 zurückzuerobern. Die Truppen kamen nur unter hohen Verlusten vorwärts. Der Versuch, sich in einigen der neuen Positionen einzugraben, misslang, und das ANZAC musste sich in der Nacht des 3. Mai wieder zurückziehen.
Zu Beginn der zweiten Schlacht um Krithia am 6. Mai befahl General Hamilton die Verlegung zweier Brigaden vom ANZAC zur Helles-Front. Die nachfolgenden Angriffe scheiterten wiederum unter hohen Verlusten.
Am 19. Mai führte die osmanische Armee einen Großangriff gegen das ANZAC. Mit einer Überzahl von 40.000 Mann sollten 10.000 Australier und Neuseeländer überrannt werden. Der Angriff misslang unter hohen Verlusten. Am 24. Mai vereinbarten beide Seiten daher einen kurzzeitigen Waffenstillstand, um die Vielzahl von Toten, die im Niemandsland der Front lagen, zu begraben und damit einer Seuchengefahr vorzubeugen.
Das deutsche U-Boot U 21 unter Kapitänleutnant Otto Hersing versenkte am 25. Mai das britische Schlachtschiff Triumph vor Gaba Tepe und am 27. Mai vor dem Kap Helles das britische Schlachtschiff Majestic, welches zur Artillerieunterstützung für die Landstreitkräfte eingesetzt war.
Nach der dritten erfolglosen Schlacht um Krithia am 4. Juni gaben die Alliierten sämtliche Hoffnungen auf einen schnellen Durchbruch auf. Stattdessen konzentrierte man sich jetzt auf langwierige Grabenkämpfe, die jeweils nur wenige 100 Meter Gebietsgewinne brachten. Bei der dritten Schlacht um das Dorf verloren beide Seiten etwa 25 % ihrer Streitkräfte. Die Briten hatten 4.500 Gefallene von insgesamt 20.000 Soldaten zu beklagen.
Im Juni landete die 52. Division auf Gallipoli als Verstärkung in der Schlussphase der Schlacht um Gully Ravine (28. Juni). Dabei gelang es den Briten, ihre Linien ein wenig nach vorn zu verlegen. In den Tagen vom 1. Juli bis zum 5. Juli führten die osmanischen Truppen eine Reihe von Gegenstößen durch, die jedoch nicht zum erhofften Erfolg führten.
Am 12. Juli erfolgte eine letzte britische Offensive am Eles Burnu gegen die osmanischen Linien bei Achi Baba Nullah. Unter Verlusten von bis zu 30 % gelangen ihnen abermals keine entscheidenden Erfolge.

## Augustoffensive

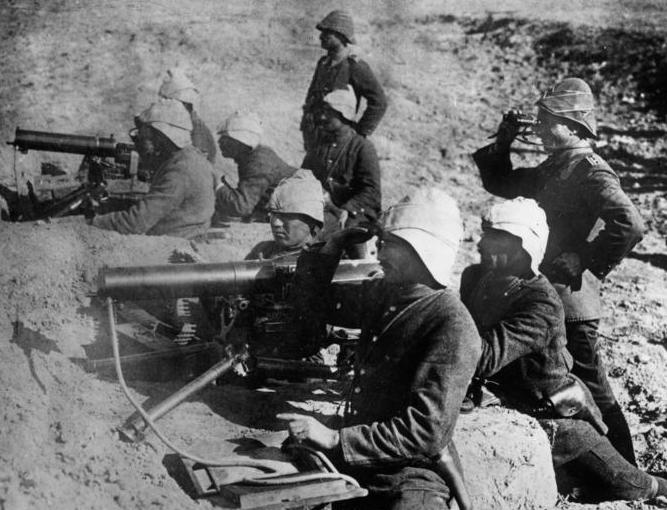
Türkische Maschinengewehrstellung an den Dardanellen

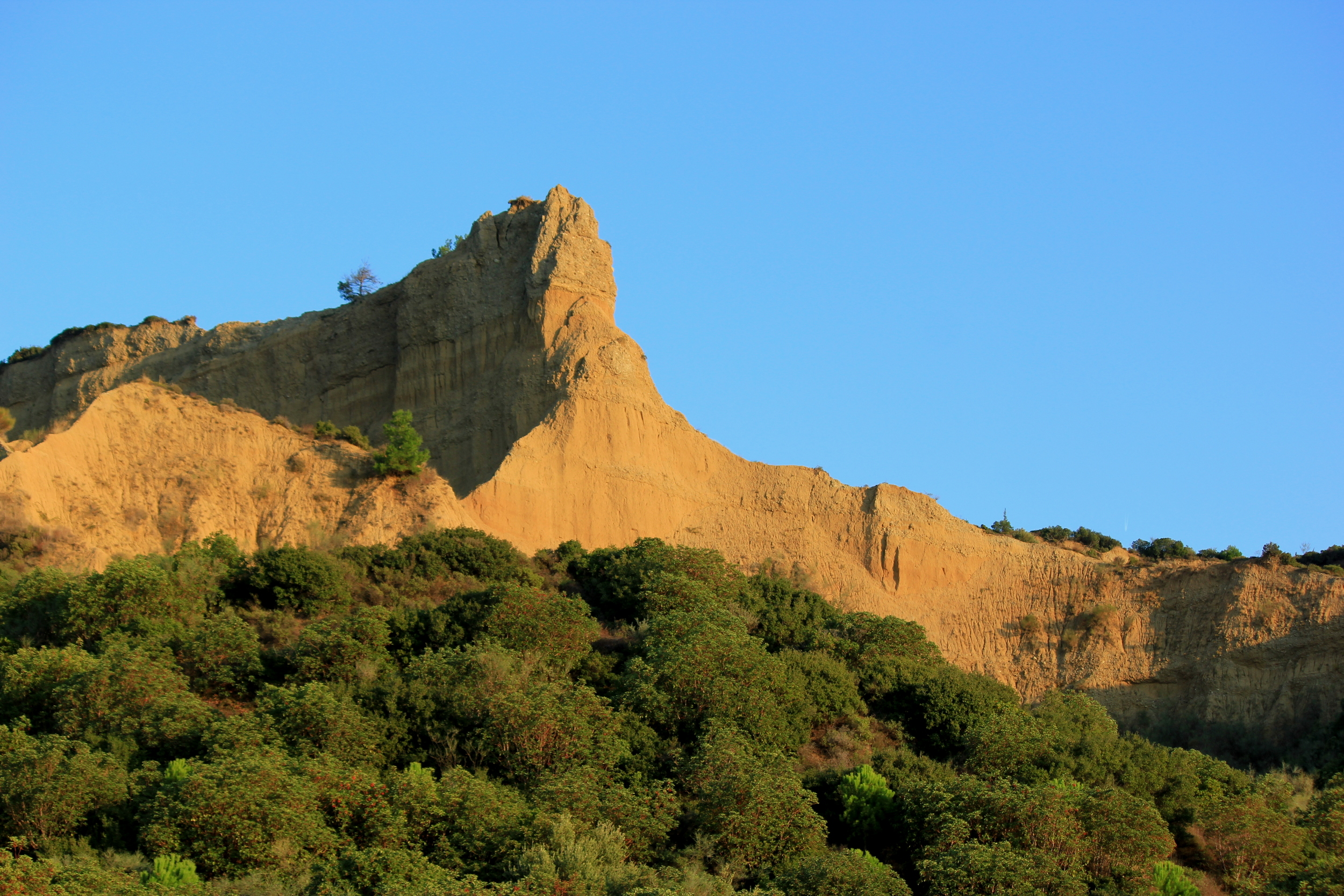
Die „Sphinx“, einer der markantesten Punkte der Schlachtfelder an der Westküste der Halbinsel

Die misslungene Eroberung Krithias und die Rückschläge an der Eles-Burnu-Front veranlassten General Hamilton dazu, einen neuen Plan für die Dardanellenoperation auszuarbeiten, der schließlich zur Augustoffensive führte. Auf Beschluss des britischen Dardanellenkomitees landeten in der Nacht zum 6. August zwei neue Infanteriedivisionen (10. (Irish)- und 11. (Northern) Division) in der Suvla-Bucht. Sie sollten zusammen mit dem ANZAC ausbrechen, weit in das Land hineinstoßen und das Kilid-Bahr-Plateau erreichen. Es kam zum Gefecht bei Sarı Bayır.
Die weiteren Aktionen der 20.000 Mann starken Landungstruppe liefen jedoch nur sehr schleppend an, obwohl ihnen an dieser Stelle nur etwa 1.500 Türken unter der Führung des bayerischen Majors Willmer gegenüberstanden. Dieses „Anafarta Detachement“ bestand aus drei Infanteriebataillonen, einer Kompanie Pioniere, einer kleinen Kavallerieabteilung und einem Arbeitsbataillon. In Anbetracht der Kräfteverhältnisse an anderen Stellen eine relativ leichte Aufgabe für die Angreifer, die jedoch nicht erfüllt wurde.
Der Befehlshaber des IX Corps Generalleutnant Sir Frederick Stopford ließ seine Soldaten in ihren Stellungen ausharren und verzichtete auf den schnellen Vormarsch, obwohl ab 10. August zusätzlich auch die 53. (Welsh) und 54. (East Anglian) Division als Verstärkung angelandet waren. Dies gab der osmanischen Armee die Möglichkeit, weitere Divisionen zu dem Landungsabschnitt zu beordern und dann die günstigen Verteidigungsstellungen zu besetzen. Generalleutnant Stopford wurde darauf am 16. August durch Generalmajor de Lisle ersetzt.
Dem Ausbruchsversuch des ANZAC ging ein Angriff auf die osmanischen Gräben in Lone Pine voraus, der von den Infanteriebrigaden der 1. australischen Division durchgeführt wurde. Sie errangen leichte Gebietsgewinne, erreichten aber nicht ihr Hauptangriffsziel, die Eroberung von Chunuk Bair und Hügel 971.
Die Angriffe waren jeweils unkoordiniert, und die vorrückenden Truppen kamen in den zerklüfteten Felsen nur schwer voran. Zudem funktionierte die Kommunikation zur eigenen Artillerie nicht, die entweder vorzeitig das Feuer einstellte oder sogar den eigenen Soldaten gefährlich wurde. Die osmanischen Truppen konnten nach den unabgestimmten Bombardements immer wieder rechtzeitig ihre Gräben besetzen und die Angreifer Welle für Welle mit Maschinengewehr-Salven abwehren.
Nur einige wenige Soldaten kamen in die Nähe der wichtigen Höhen. Sie wurden kurz darauf von osmanischen Verbänden unter der Leitung von Mustafa Kemal vertrieben.
Scheitern
Der letzte alliierte Versuch, das Kriegsglück zu wenden, erfolgte am 21. August mit den Angriffen auf Hügel 60 und den Scimitar-Hügel. Auch diese Operationen scheiterten am zähen Widerstand der Verteidiger, woraufhin es keine Hoffnung mehr gab, die Augustoffensive und somit auch die Schlacht um Gallipoli zu gewinnen.
Auswirkung
Die verlustreiche Niederlage der Entente in der Augustoffensive hatte weitreichende Auswirkungen auf die Balkanstaaten. Das bislang zögerliche Bulgarien schlug sich nun auf die Seite der Mittelmächte, Griechenland und Rumänien blieben trotz ihrer feindlichen Einstellung neutral. Russland war damit von den Hilfslieferungen seiner westlichen Alliierten abgetrennt, das Osmanische Reich nach Westen hin gesichert und die Niederwerfung Serbiens begünstigt. Politisch wurde die panslawistische Linie des Zaren durch den Beitritt des von Russland mitgeschaffenen Bulgarien zu den Mittelmächten ad absurdum geführt.

## Evakuierung

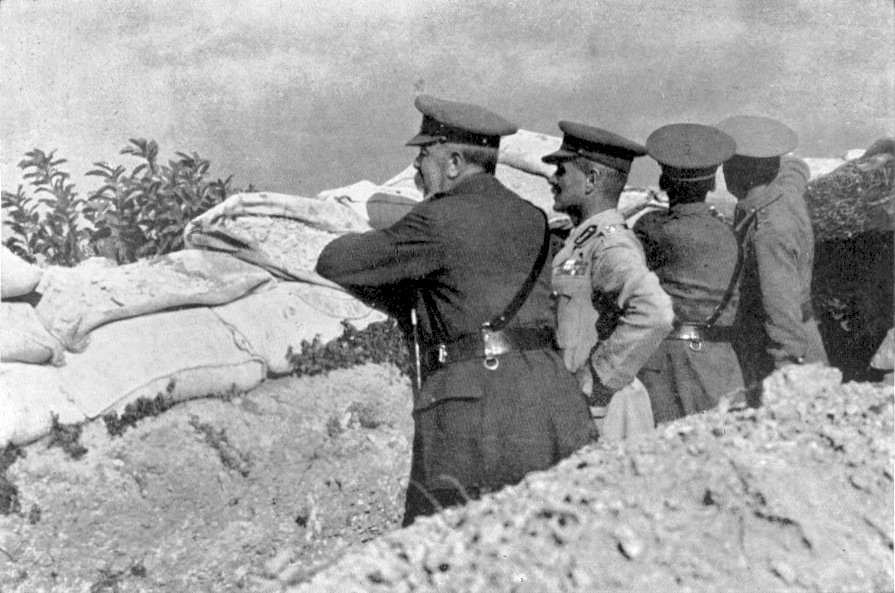
Feldmarschall Kitchener und General Birdwood inspizieren die Front, Russell’s Top, 15. November 1915

Die internationale Lage für die Entente verschlechterte sich mit dem Kriegseintritt Bulgariens auf Seiten der Mittelmächte am 14. Oktober 1915. Über den im Fall eines erfolgreichen Feldzugs der Mittelmächte gegen Serbien bis zum Osmanischen Reich reichenden Landweg hätten die Mittelmächte starke Artillerie liefern können, der die Alliierten dann hoffnungslos unterlegen gewesen wären.
Am 14. Oktober wurde General Hamilton aufgrund der Fehlschläge durch Generalleutnant Sir Charles Monro ersetzt. Hamilton hatte sich zudem gegen die Möglichkeit einer Evakuierung ausgesprochen. Bereits zuvor waren Truppen der Alliierten auf den neuen Kriegsschauplatz Balkan statt zur Verstärkung nach Gallipoli beordert worden.
Munro empfahl einen Rückzug. Lord Kitchener lehnte anfangs den Vorschlag ab. Nach einem persönlichen Überblick am 9. November über die Lage vor Ort beschloss Lord Kitchener am 19. November die Evakuierung der Truppen in Stärke von 105,000 Soldaten.
Die Verschiffung der 14 Divisionen erwies sich wegen starker Stürme und Regenfälle als schwierig. Durch einsetzenden Schneefall und Frost erlitten viele Soldaten Erfrierungen.
Paradoxerweise war die Evakuierung das erfolgreichste Unternehmen der Dardanellenoperation. Die am 18. Dezember begonnene Einschiffung wurde auf Grund des widrigen Wetters von den osmanischen Truppen zunächst nicht bemerkt. Erst zwei Tage später erkannten sie die Situation und gingen sofort dazu über, die Einschiffungszonen mit schwerem Bombardement zu belegen. Bei ihrer hektischen Flucht ließen die Alliierten zahlreiches Kriegsmaterial zurück.
Die osmanische Armee verlegte nun einen Großteil ihrer Kräfte an die Eles-Burnu-Front, wo sie den Alliierten mit ähnlich schweren Angriffen zusetzten. Das schlechte Wetter tat ein Übriges; die niedrig gelegenen britischen Gräben wurden überflutet. Am 7. Januar 1916 entschlossen sich die osmanischen Verbände zu einem Angriff auf die Linien der Alliierten, von denen sie nicht mehr viel Widerstand erwarteten. Die Briten wehrten sich jedoch erbittert. Die letzten Einheiten verließen Gallipoli am 9. Januar 1916.
Erst kurz vor Kriegsende erfolgte eine erneute Militäraktion durch die Alliierten auf die Dardanellen, um diese militärisch zu besetzen. Am 30. Oktober 1918 beendete der Waffenstillstand von Moudros die Kampfhandlungen der Entente mit dem Osmanischen Reich. Ab November 1918 besetzten die Siegermächte einen Großteil des Osmanischen Reiches.

## Folgen
„Diese Helden, die ihr Blut vergossen und ihr Leben ließen… nun liegt ihr in dem Boden eines freundlichen Landes. Darum ruhet in Frieden. Da gibt es keinen Unterschied zwischen den Johnnies und den Mehmets, dort wo sie Seite an Seite in diesem unserem Lande liegen… Ihr, die Mütter, die ihre Söhne aus weit entlegenen Ländern schickten, wischt weg eure Tränen. Eure Söhne liegen nun an unserer Brust und sind in Frieden. Ihr Leben in diesem Land verloren zu haben, machte sie genauso zu unseren Söhnen.“

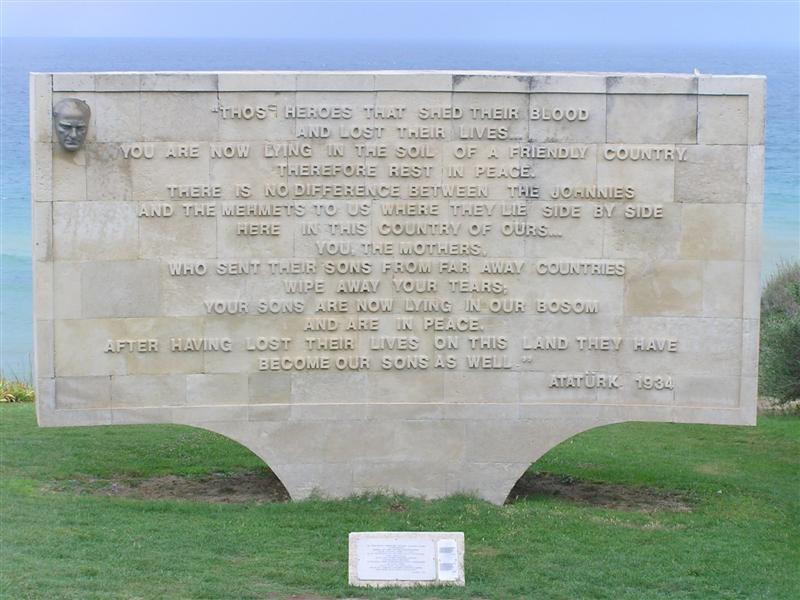
Grabrede Atatürks anlässlich des Gedenktages der Toten dieser Schlacht: Diese Helden, die ihr Blut vergossen und ihr Leben ließen… nun liegt ihr in dem Boden eines freundlichen Landes. Darum ruhet in Frieden. Da gibt es keinen Unterschied zwischen den Johnnies und den Mehmets, dort wo sie Seite an Seite in diesem unserem Lande liegen… Ihr, die Mütter, die ihre Söhne aus weit entlegenen Ländern schickten, wischt weg eure Tränen. Eure Söhne liegen nun an unserer Brust und sind in Frieden. Ihr Leben in diesem Land verloren zu haben, machte sie genauso zu unseren Söhnen.

Nach dem osmanischen Sieg bei Gallipoli wurde auch in Mesopotamien eine britische Armee gezwungen, sich am 29. April 1916 bei Kut-el-Amara zu ergeben. Die Briten benötigten drei Jahre, um Bagdad, Jerusalem und Damaskus zu erobern. Vom südlichen Palästina aus marschierten die Truppen des Osmanischen Reiches zur Sinai-Halbinsel, um den Suezkanal zu erobern. Im August schlugen die Briten diesen Vorstoß zurück, worauf die Alliierten wieder die Oberhand im Nahen Osten errangen.
Nach der Evakuierung formierte man die alliierten Verbände in Ägypten neu. Das ANZAC wurde umorganisiert; die Infanterie schickte man an die Westfront, während die leichte Kavallerie ANZAC Mounted Division für Operationen in Palästina und Sinai eingeteilt wurde.
Für die Generäle Hamilton und Stopford stellte Gallipoli das Ende ihrer Karriere dar. Hunter-Weston führte später sein VIII. Korps in der Somme-Schlacht. Mustafa Kemal, der sich als zuverlässiger und eigenständiger Truppenführer mehrfach bewährt hatte, legte mit der Schlacht um Gallipoli den Grundstein für seine Verehrung als Volksheld „Gazi Mustafa Kemal Pascha“ und sollte nach endgültigem Kriegsende als Präsident der Türkei unter dem ihm verliehenen Familiennamen Kemal Atatürk weltweit bekannt werden. Zunächst allerdings konnte Enver Pascha noch verhindern, dass der damals noch relativ unbekannte Oberst gefeiert wurde. Stattdessen ließ er sich selbst den Ruhm zuschreiben. Dem Leiter der bewährten Militärreform, Liman von Sanders, wurde hingegen weder im Osmanischen Reich noch in Deutschland jemals eine dem Erfolg entsprechende Popularität zuteil.

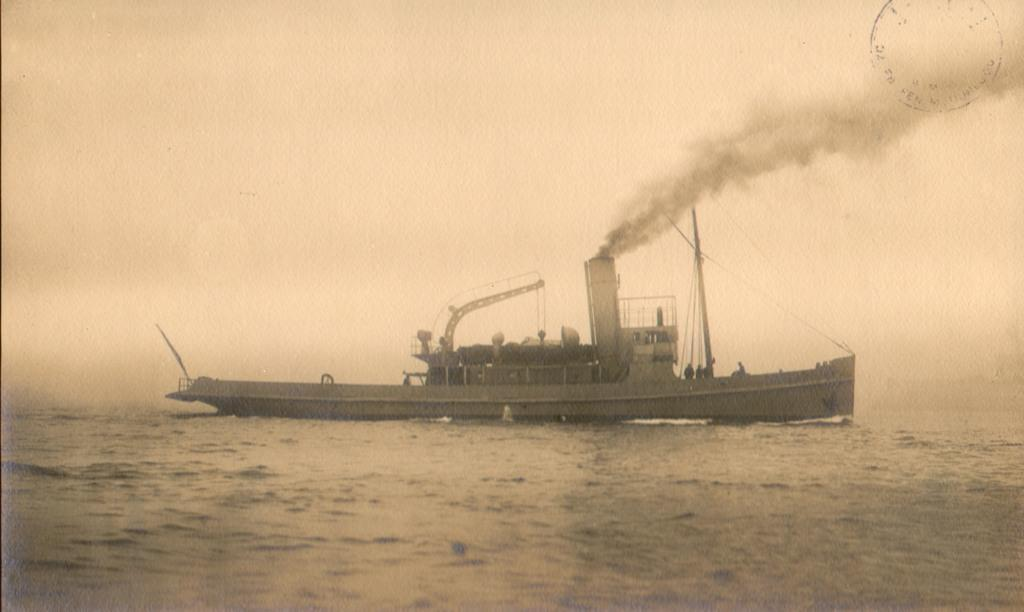
Minenleger Nusret als Postkartenmotiv

Die Schlacht um Gallipoli war eine der blutigsten und brutalsten im Ersten Weltkrieg. Beispiellos war sie als Schlacht, in der eine Landarmee auf Dauer einem gemeinsam von Heer und Marine geführten Angriff standhalten konnte. Überliefert ist der Befehl Atatürks an seine Soldaten an einem Frontabschnitt, an dem diese wegen Munitionsmangels den Rückzug erwogen: Sie sollten unter allen Umständen ausharren und notfalls ihr Leben lassen, damit in der Zwischenzeit frische Kräfte herangeführt werden könnten. Gallipoli war aufgrund der hohen Opferzahlen ein Schock für Australien und Neuseeland. Es war der bis dahin größte Konflikt, in den diese beiden britischen Dominions verwickelt worden waren. Neben der Schmach für die Entente zog die Niederlage auch Konfrontationen und Streitigkeiten auf politischer Ebene nach sich, die zum Rücktritt Churchills als Marineminister und zum Sturz der Regierung Asquith führten. Churchills Befürchtung, dass bei nachlassenden Kampfanstrengungen um die Dardanellen Bulgarien den Mittelmächten beitreten würde, bewahrheitete sich. Der abzusehende Fehlschlag auf der Halbinsel ermutigte die Bulgaren, die sich schließlich am Serbienfeldzug von 1915 beteiligten, in dem die serbische Armee eine vernichtende Niederlage erlitt. Den Mittelmächten eröffnete sich über Bulgarien eine direkte Landverbindung ins osmanische Reich. Zudem sank das Ansehen der Briten in Persien, Afghanistan und Indien.
Die Schlacht von Gallipoli wurde in der Türkei zu einem Mythos. Jedes Jahr reisen Tausende Schüler aus Australien und Neuseeland an und gedenken ihrer dort gefallenen Landsleute. Das Minenlegerschiff Nusret, das durch seine Nacht-und-Nebel-Aktion den zweiten Seeangriff zu vereiteln half, ist heute gleich zweimal zu besichtigen. Im Marinemuseum der Stadt Çanakkale liegt ein Nachbau vor Anker. Das Original befindet sich in der Stadt Tarsus am Golf von Iskenderun. Im Jahr 1962 war der ehemalige Minenleger ausgemustert worden und diente später als Transportschiff. Um 1989 sank der ehemalige Stolz der osmanischen Marine. Gut zehn Jahre später wurde das Schiff geborgen und an Land ausgestellt. Winston Churchill schrieb später, die kleine Nusret habe „die Welt verändert“.

## Verluste
| Verluste               | Verluste  | Verluste   | Verluste     |
|                        | Gefallene | Verwundete | Gesamtanzahl |
| ---------------------- | --------- | ---------- | ------------ |
| Australien             | 8.709     | 19.441     | 28.150       |
| Neuseeland             | 2.701     | 4.852      | 7.553        |
| Großbritannien         | 21.255    | 52.230     | 73.485       |
| Frankreich (geschätzt) | 10.000    | 17.000     | 27.000       |
| Indien                 | 1.358     | 3.421      | 4.779        |
| Neufundland            | 49        | 93         | 142          |
| Entente                | 44.072    | 97.037     | 141.109      |
| Osmanisches Reich      | 57.263    | 156.619    | 213.882      |

Die Commonwealth War Graves Commission (CWGC) ist für die Kriegsgräber der Commonwealth-Truppen verantwortlich. Es gibt 31 CWGC-Friedhöfe auf Gallipoli; 6 am Kap Helles, 4 an der Suvla-Bucht und 21 bei den ehemaligen Stellungen des Anzac. Für viele Soldaten, die in Krankenhäusern oder auf See starben, gibt es keine Gräber. Diesen Soldaten sind verschiedene Gedenktafeln und Denkmäler gewidmet, von denen die britischen am Kap Helles, die australischen bei Lone Pine und die neuseeländischen bei Chunuk Bair stehen.
Ein französischer Soldatenfriedhof liegt in der Nähe des ehemaligen S-Strandes, wo sich auch die französischen Quartiere während der Schlacht befanden. Einen größeren türkischen Soldatenfriedhof gibt es nicht. Stattdessen hat man mehrere Denkmäler errichtet, von denen sich die wichtigsten an der Morto-Bucht, in der Nähe des früheren S-Strandes und am Chunuk Bair befinden.
Unter den bekannteren Persönlichkeiten, die in der Schlacht ums Leben kamen, befand sich der Physiker Henry Moseley. Der Dichter Rupert Brooke starb auf dem Weg zur Schlacht auf einem britischen Lazarettschiff an den Folgen einer Sepsis, die durch einen Mückenstich verursacht worden war. Im Februar 1915 ging er mit der britischen Mediterranean Expeditionary Force ins Mittelmeer. Am 11. März veröffentlichte das Times Literary Supplement die Sonette IV-The Dead und V-The Soldier in vollständigem Text, die Sonette, die ihn besonders berühmt machten. Am 4. April, dem Ostersonntag, wurde The Soldier von der Kanzel der St.-Pauls-Kathedrale in London verlesen – allgemein wird in seinen Werken hymnisch ein früher Tod gefeiert. Die später viel zitierten Anfangszeilen lauten:

“If I should die, think only this of me; That there’s some corner of a foreign field That is for ever England.”

„Wenn ich sterben sollte, denke nur dies über mich: Dass es dort eine Ecke eines fremden Feldes gibt, das für immer England ist.“

Knapp drei Wochen später starb Brooke und wurde in einem Olivenhain auf der griechischen Insel Skyros beigesetzt. Sein Grab befindet sich noch heute dort.

## Die Schlacht von Gallipoli in der Kultur

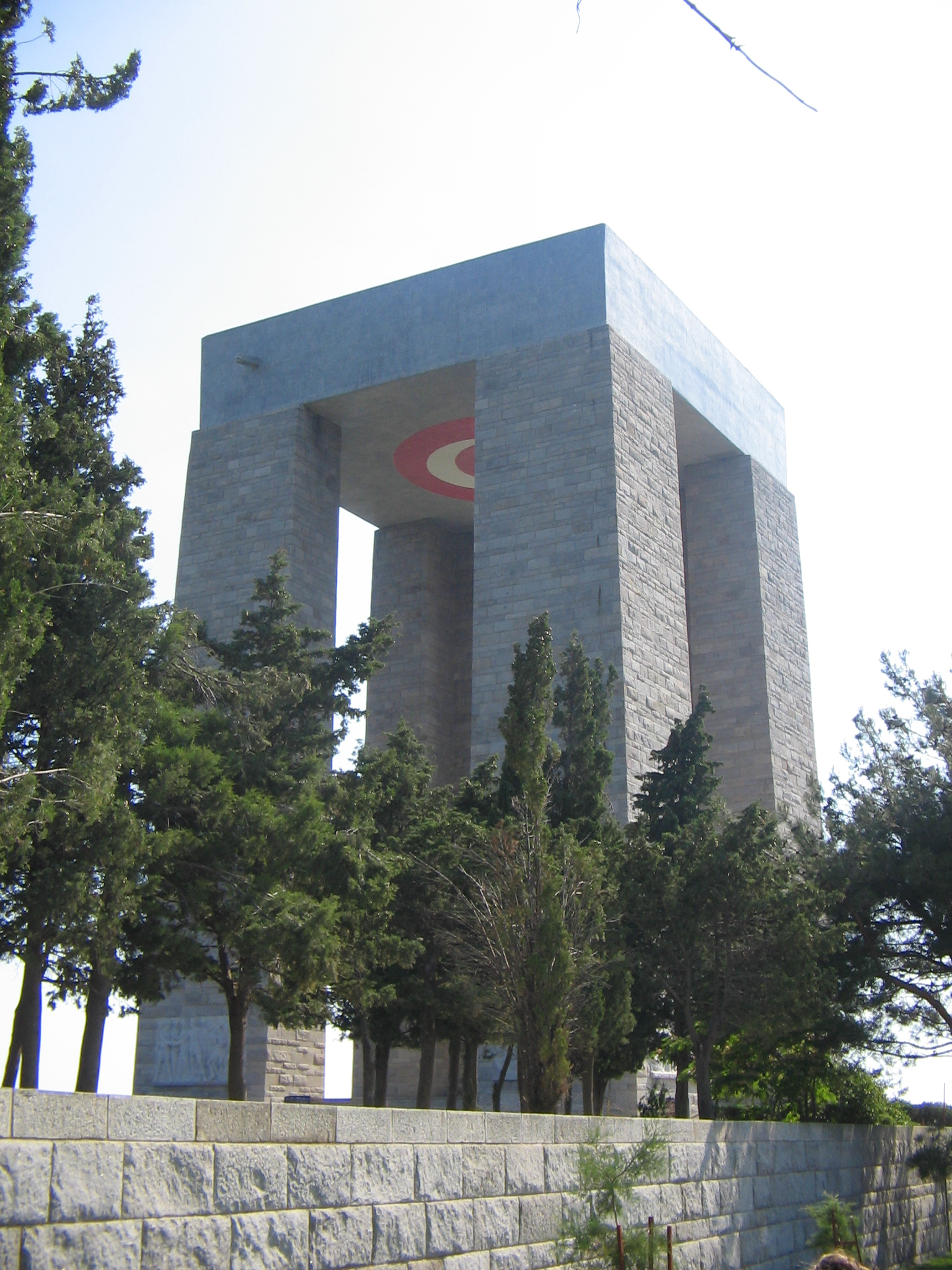
Gallipoli-Monument

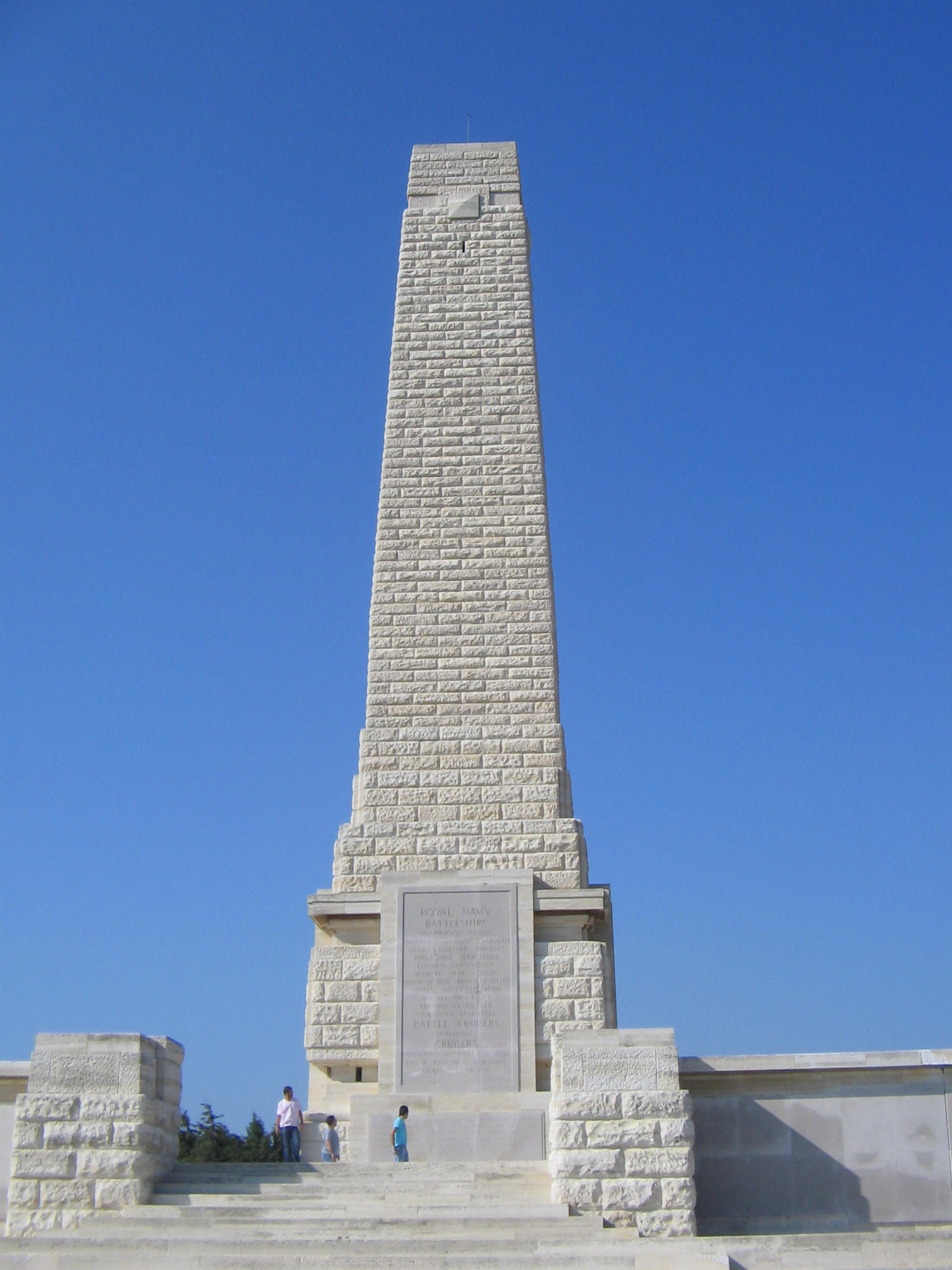
Britisches Kriegsdenkmal

Der Sultan-Kalif Mehmed V. Reşad und zahlreiche Poeten, darunter Ziya Gökalp, widmeten diesem Sieg Gedichte. Ziya Gökalp war aber in der Hauptsache Essayist. Die Errichtung der modernen Türkei als säkularer Staat geht großteils auf die gedankliche Orientierung zurück, die Gökalps Ideen vorbereitet hatten.
Die Schlacht von Gallipoli lieferte Stoff für mehrere Filme:
- Die australische Produktion Gallipoli des Regisseurs Peter Weir von 1981 schilderte die Schicksale zweier ANZAC-Soldaten in der Schlacht (einer davon gespielt von Mel Gibson) und sorgte in Australien für eine Welle patriotischer und auch anti-britischer Gefühle.
- Der BBC-Fernsehfilm All the King’s Men (1999) schildert den Verlust der Sandringham-Kompanie.
- Der türkische Filmregisseur Tolga Örnek drehte 2005 den Dokumentarfilm Gelibolu (englisch Gallipoli), der die Schlacht von beiden Seiten schildert.[31]
- 2012 drehte die türkische Regisseurin Yeşim Sezgin den Spielfilm Çanakkale 1915, der die Schlacht aus der Perspektive zweier osmanischer Soldaten zeigt; Mustafa Kemal Bey wird von İlker Kırmaz dargestellt.
- Der BBC-Dokumentarfilm Gallipoli – Der Kampf um die Dardanellen aus dem Jahr 2005 (45 Minuten) zeigt die Geschichte des Kampfes und welche Lehren die Alliierten für den D-Day am 6. Juni 1944 aus der Schlacht zogen.
- Der Film Das Versprechen eines Lebens (The Water Diviner) aus dem Jahr 2014 erzählt die Geschichte eines australischen Vaters (gespielt von Russell Crowe), der seine drei während der Schlacht von Gallipoli vermissten Söhne suchen will.
- Die australische Miniserie Gallipoli aus dem Jahre 2015 erzählt die Geschichte von vier australischen jungen Männern der ANZAC-Division während der Kämpfe. Die Serie reflektiert außerdem die Vorgänge in der Generalität und schildert die Kampfhandlungen äußerst realistisch.[32]

Auch in der Musik ist die Schlacht Thema einiger Lieder, namentlich in Eric Bogles And The Band Played Waltzing Matilda aus dem Jahr 1971.

## Erinnerungskultur
Am Çanakkale Şehitleri Anıtı ist zum Gedenken an die gefallenen Soldaten auf allen Seiten in Stein folgende Inschrift gemeißelt:

„Those heroes that shed their blood and lost their lives… You are now lying in the soil of a friendly country. Therefore rest in peace. There is no difference between the Johnnies and the Mehmets to us where they lie side by side here in this country of ours… You, the mothers who sent their sons from faraway countries, wipe away your tears; your sons are now lying in our bosom and are in peace. After having lost their lives on this land they have become our sons as well.“

Diese Worte Atatürks finden sich auch bei anderen Gedenkorten.

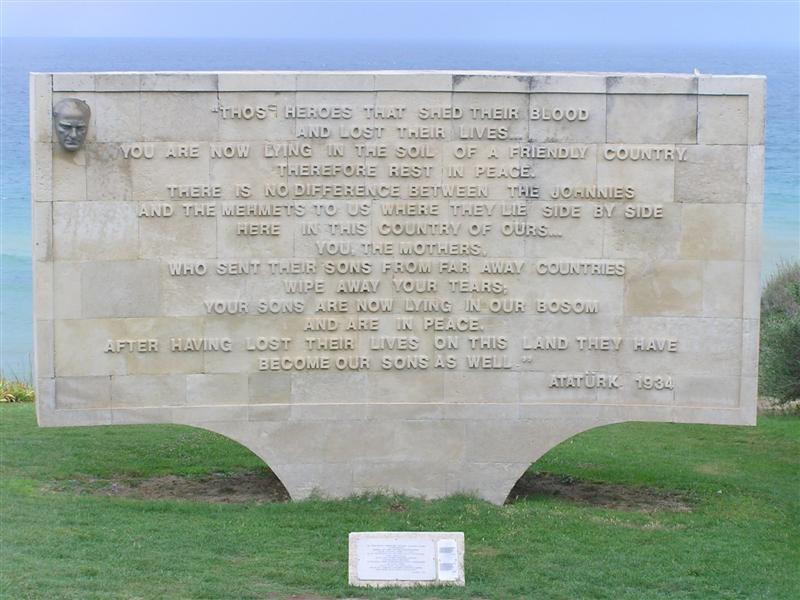
Ari Burnu Memorial
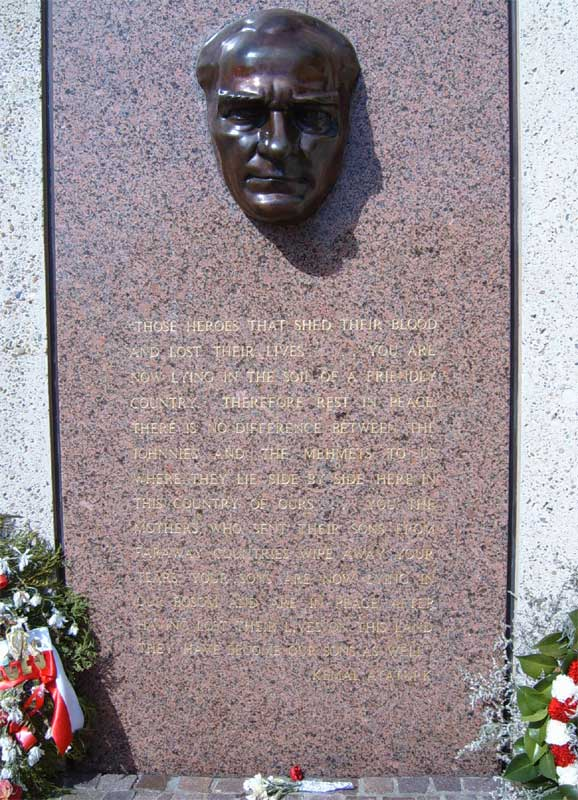
Büste und Inschrift, Canberra

Auf der Halbinsel existieren mehrere Friedhöfe für die Toten der Alliierten bei den Kämpfen um Gallipoli, so der Ari Burnu Cemetary (Arıburnu Mezarlığı) bei Anzac Cove.
In Australien erinnern das Australian War Memorial und das Atatürk Memorial in Canberra sowie das State War Memorial an die Kämpfe und Toten der australischen Einsatzkäfte um die Dardanellen und an den einstigen Gegner.

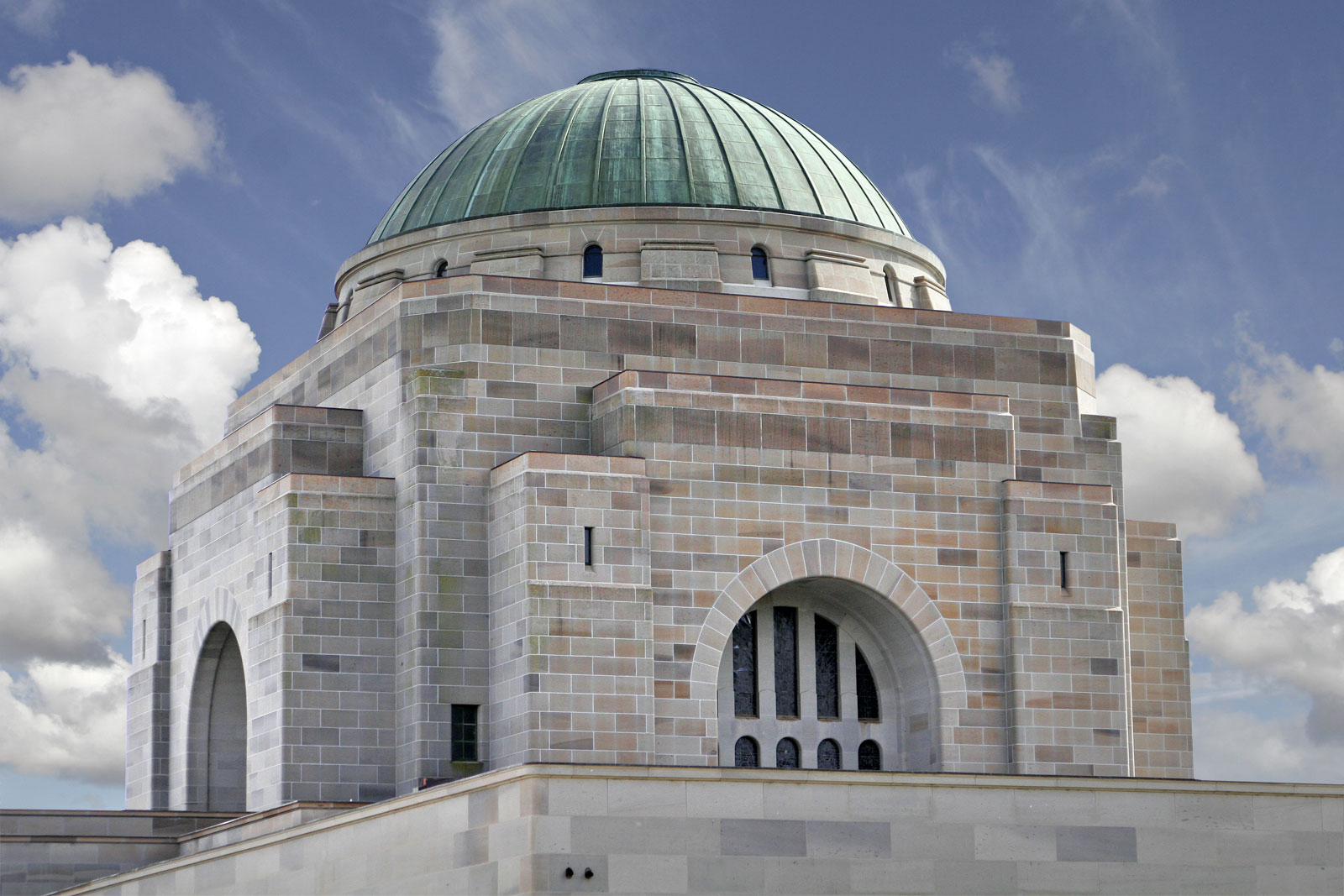
Kuppel des Australian War Memorial
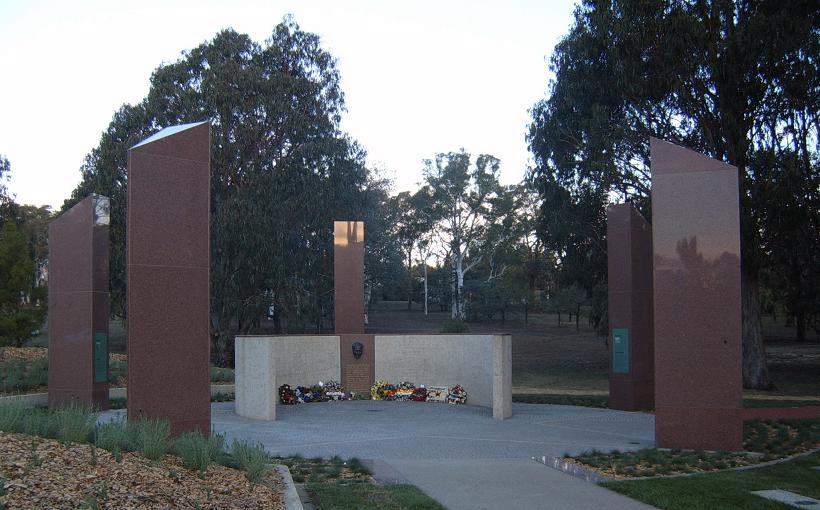
Atatürk Memorial Canberra
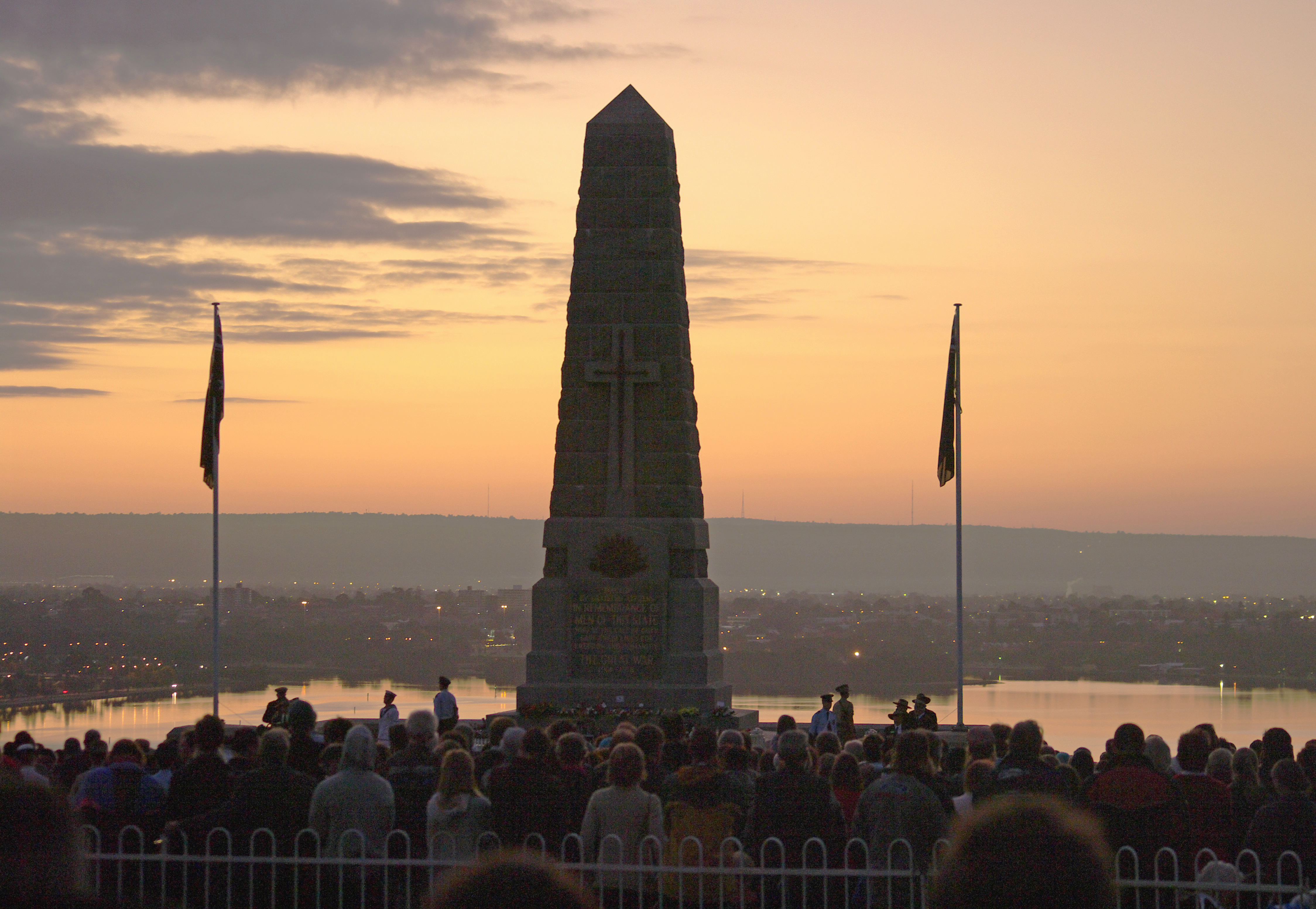
State War Memorial im Kings Park Western Australia

Der 25. April, der Jahrestag der ersten Landung, wird in Australien und Neuseeland jedes Jahr als ANZAC Day begangen und gilt als wichtigster nationaler Feiertag.
Der 18. März, an dem die Türken die Invasoren besiegt hatten, wird in der Türkei als der Tag der Gefallenen (tr: Şehitler günü) gefeiert.
In Kapa Tepe gibt es ein türkisches Museum (Kabatepe Müzesi), das an die Kämpfe an den Dardanellen erinnert.

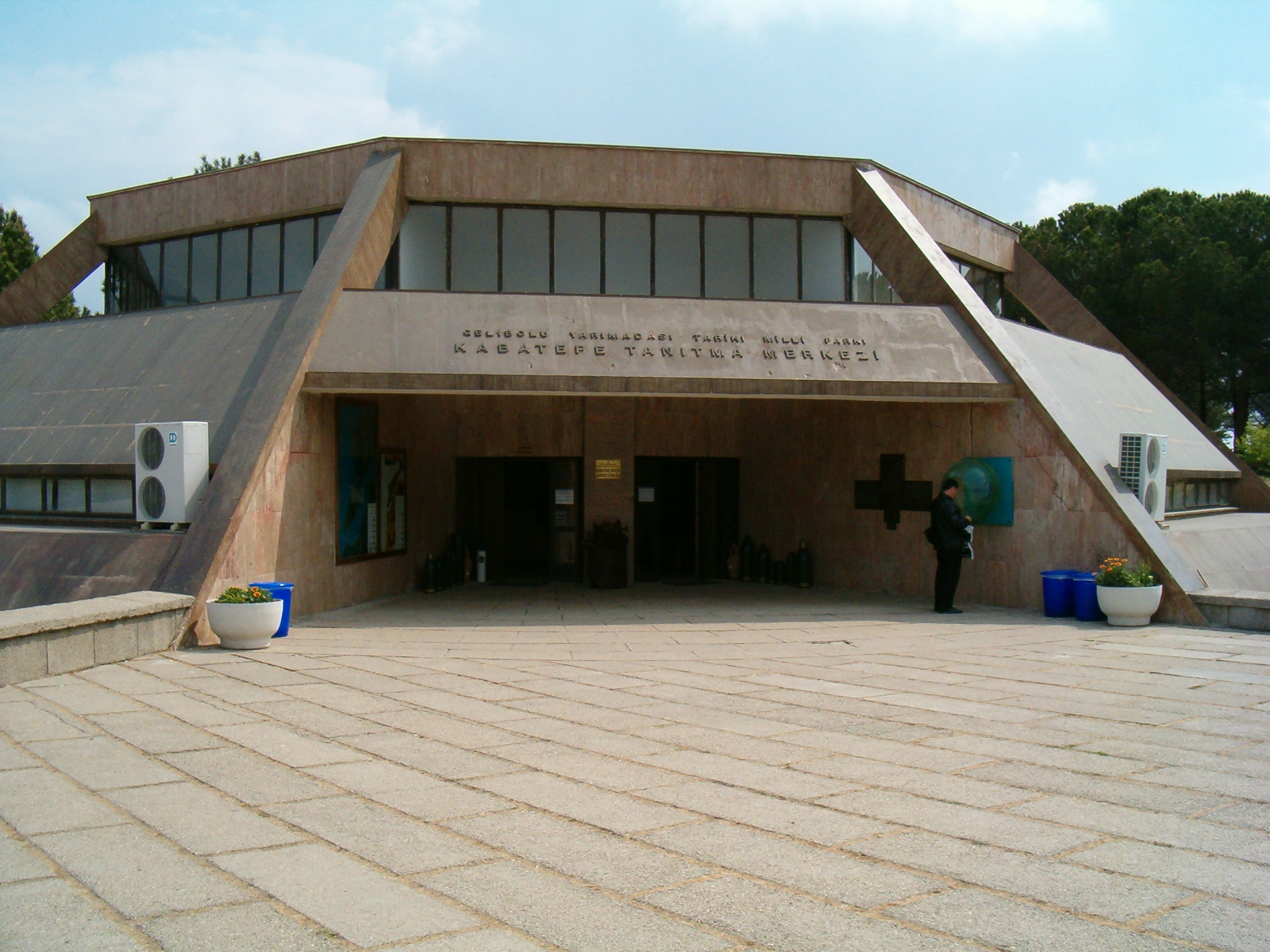
Kabatepe Museum, 2006

Der Projekt-Name Çanakkale-1915-Brücke (türkisch: Çanakkale 1915 Köprüsü) soll an die Schlacht von Gallipoli erinnern, die in der Türkei nach der Provinz Çanakkale benannt ist. Das Projekt ist eine Hängebrücke, welche die Dardanellen überspannt. Gemessen an der Spannweite ist sie die längste Hängebrücke der Welt. Der erste Spatenstich erfolgte am 18. März 2017 und als Fertigstellungsdatum war der hundertste Jahrestag der Gründung der modernen Türkei vorgesehen. Die offizielle Eröffnung fand – fünf Jahre nach dem ersten Spatenstich und eineinhalb Jahre früher als geplant – am 18. März 2022, das war der 107. Jahrestag der Schlacht von Gallipoli, durch Präsident Erdoğan statt.